# 2 Hénoch
Pour les articles homonymes, voir Hénoch (homonymie).
Le Livre des secrets d'Hénoch ([ Книги ст̄и таинь Енохо ], généralement abrégé en 2 Hénoch ou Hénoch slave) est un livre apocryphe de l'Ancien Testament.

## Résumé
Il est généralement considéré comme appartenant à la littérature apocalyptique juive et la date de sa rédaction est estimée par les spécialistes dans une période comprise entre le Ier siècle av. J.-C. et le Ier siècle apr. J.-C.. Il a été redécouvert et publié à la fin du XIXe siècle, majoritairement dans des pays slaves.
Le texte est à l'origine rédigé en grec mais les seules versions complètes répertoriées à ce jour sont rédigées en vieux-slave, mais en 2009 on a identifié des fragments en copte. Il en existe deux versions, une courte et une longue, la version courte semblant la plus ancienne des deux.
Il est distinct du Livre d'Hénoch, aussi connu comme 1 Hénoch ou Hénoch éthiopien et du Livre hébreu d'Hénoch, aussi connu comme 3 Hénoch ou Le Livre des Palais (Sefer Hekhalot, en hébreu), non apparenté aux deux premiers. La numérotation de ces textes a été appliquée par les spécialistes pour distinguer les textes les uns des autres.
Le Livre des secrets d'Hénoch raconte les événements vécus par Hénoch pendant son enlèvement dans les sept cieux. Le texte se découpe approximativement en trois parties : la description des sept cieux, les enseignements transmis par Dieu et certains archanges à Hénoch, les recommandations d'Hénoch à ses fils et aux dirigeants des peuples des hommes. Une quatrième partie appelée par les spécialistes l'« Exaltation de Melchisedech », existe dans certaines versions courtes et longues du Livre des secrets d'Hénoch.

## Contenu
Le Livre des secrets d'Hénoch peut être divisé en quatre parties :
- dans la première partie (chapitres 1-21), deux anges emmènent Hénoch, alors âgé de 365 ans, avec eux et lui présentent les cieux, un par un :

1. au premier ciel, on lui montre l'endroit où les anges contrôlent les phénomènes atmosphériques (astres, nuages, réservoirs de neige et de rosée) ;
2. au deuxième ciel, il rencontre les anges déchus, retenus en prison en attendant leur procès,
3. dans le troisième ciel, il découvre le Paradis, où les Hommes justes sont emmenés. Au nord de cet endroit se trouve l'enfer, où les Injustes sont tourmentés ;
4. le quatrième ciel est la place du Soleil et de la Lune, où leurs mouvements et leurs déplacements sont décrits en détail ;
5. au cinquième ciel, Hénoch rencontre les frères des anges déchus, les « grigori », des soldats angéliques à l'apparence humaine mais de taille gigantesque ;
6. au sixième ciel, il rencontre les sept anges chargés de veiller sur l'ordre du monde ;
7. Au septième ciel, il rencontre les archanges (notamment Gabriel, Michaël et Pravuil/Vretil), les ophanim, les séraphins, les chérubins et Dieu sur son trône ;

- dans la deuxième partie (chapitres 22-37), Hénoch, guidé par Gabriel, est autorisé à entrer au septième ciel, où il rencontre Dieu en personne. Après qu'il a été oint par Michaël et est devenu similaire en apparence aux anges, Dieu teste l'obéissance de ses anges en leur demandant de s'incliner devant Hénoch. Ensuite Dieu appelle l'archange Vretil et lui demande d'apporter à Hénoch un calame et des livres, puis de lui dicter tout ce qu'il y a à savoir sur le monde. Après 30 jours et 30 nuits, Hénoch rédigea 360 livres. Plus tard, Dieu décrit et enseigne à Hénoch, seul, les secrets de la création du monde, dont même les anges ignorent tout. Il évoque également le déluge à venir. Après quoi, Dieu le renvoie sur terre pour 30 jours afin de tout rapporter à ses fils et de leur donner les livres.
- dans la troisième partie (chapitres 38-68), Hénoch, de retour sur terre, tient tout d'abord un discours à ses fils : il leur parle de tout ce qui lui a été enseigné, les prévient à propos des péchés (la fornication, entre autres) et leur recommande plusieurs fois et de plusieurs façons de vivre une vie honorable et juste, en accord avec Dieu et en éprouvant de l'amour pour toute forme de vie. Hénoch répète la même chose aux dirigeants des peuples des hommes et leur parle des joies et récompenses d'une vie bien vécue et justement remplie. À la fin des 30 jours, Hénoch est à nouveau emmené aux cieux, et cette fois de façon définitive.
- la quatrième partie (chapitres 69-73, parfois appelée l'« Exaltation de Melchisedech ») se trouve dans certains manuscrits de la version longue et dans certains de la version courte du Livre des secrets d'Hénoch. Elle retrace la succession des prêtres après Hénoch. Le fils d'Hénoch, Mathusalem, est requis à la demande du peuple en tant que prêtre de façon temporaire. La prêtrise suivante, celle de Nir, petit-fils de Mathusalem, sera elle aussi temporaire. Après quoi est racontée la naissance miraculeuse de Melchisedech, fils de Nir et de son épouse Sophonim, ainsi que son enlèvement par l'archange Michel dans le but de le préparer à sa future prêtrise après le déluge. Dans certains manuscrits, cette partie se termine ainsi alors que dans d'autres, elle s'achève avec un court descriptif du déluge.

## Manuscrits et traductions

### Différents manuscrits
Le Livre des secrets d'Hénoch nous a été conservé dans un texte slave attesté par plus de vingt manuscrits et fragments tardifs datant des XIVe, XVe, XVIe et XVIIe siècles. Ces éléments slavoniques ont été inclus dans des collections, souvent réarrangées, abrégées ou agrandies et n'ont pas pu ainsi circuler de façon indépendante.

### Deux versions
À partir de ces manuscrits, il a pu être constaté que Le Livre des secrets d'Hénoch existe en 2 versions, une version longue et en version courte. Les premiers éditeurs,, considéraient la version longue comme la version originale du texte. Mais depuis 1921, Nathaniel Schmidt et d'autres auteurs concurrencent cette théorie, considérant que la version courte est plus ancienne. En 1952, André Vaillant montre que les parties ajoutées et retrouvées exclusivement dans la version longue utilisent des termes slavoniques plus récents ceux de la version courte; par conséquent, la version longue est donc plus récente que la version courte et sa théorie vient appuyer celle de Nathaniel Schmidt. D'autres érudits suggèrent que les deux versions préservent le matériau d'origine.
Les principaux manuscrits de la version longue sont nommés R, J et P.
Les principaux manuscrits de la version courte sont nommés U, B, V et N.

### Division en parties par les universitaires
La division en chapitres et versets du Livre des Secrets d'Hénoch soulève des problèmes complexes, sur lesquels il est nécessaire de donner quelques explications. Une première division en 73 chapitres a été établie par A. Popov puis une seconde en 24 chapitres par M. Sokolov. Cette répartition était faite sur la recension longue. Une autre division, en 62 chapitres, divisés eux-mêmes en versets, a été faite par R.H. Charles, sur la recension longue, reprise par lui dans ses Apocrypha and Pseudepigrapha of The Old Testament, II, Oxford, 1913, p. 431-469 et adoptée par N. Bonwetsch (Die Bücher der Geheimnisse Henochs, Leipzig, 1922). L'« Histoire de Melchisedech » rejetée en appendice, est divisée en trois chapitres, numérotés de I à III. Cette division s'est rapidement imposée. Cependant, André Vaillant, est revenu dans son édition à la division en 24 chapitres faite par Sokolov, tout comme celle de De Santos Otero.

### Langues et écritures utilisées
La plupart des érudits pensent que la version slave repose sur une ou plusieurs versions grecques, perdues depuis lors. Les sémitismes (hébraïsmes et « targoumismes ») que l'on relève ici ou là dans les textes permettent de supposer, pour certaines parties au moins, l'utilisation de documents remontant à un texte sémitique, hébreu et/ou araméen. Ce qui se trouva confirmé par la découverte en 1947 de fragments en hébreu et en araméen du Livre d'Hénoch, parmi les manuscrits de la Mer morte à Qumran, en Israël.
En 2009, quatre fragments des chapitres 36-42 rédigés en copte ont été découverts. Ils font partie de la version courte et sont à mettre en relation avec le manuscrit U.

### Chronologie/présentation des principaux manuscrits slaves et traductions
Xe siècle apr. J.-C. : traduction en slavon du Livre des Secrets d'Henoch à partir d'un texte apocryphe écrit en grec, qui sera perdu.
La version slave existe en deux versions, l'une dite courte, la seconde, dite longue, amplifiée et remaniée par un recenseur. Malheureusement, c'est la version longue qui fut connue la première.
1880 : un manuscrit de la collection Chludov, le Codex Chludov, écrit à Poltava (dans l'actuelle Ukraine) en 1679 en langage ruthène ancien, est publié pour la première fois par A. Popov (Crenija de l'Université de Moscou, 1880, livre III). On lui attribue plus tard le nom de manuscrit P, une version longue du Livre des secrets d'Hénoch.
Le premier texte de la recension courte ne fut révélé qu'ensuite.
1884 : le manuscrit de la Bibliothèque Nationale de Belgrade No 151, rédigé en serbe (provenant d'un original en russe) et datant des XVIe – XVIIe siècles est publié par Stojan Novaković [Starine, XVI, 1884, p. 67-81]. On lui attribue plus tard le nom de manuscrit N, une version courte du Livre des secrets d'Hénoch.
Ce manuscrit donnait bien le texte en version « courte », mais sous une forme lacunaire et très abrégée, puisqu'il ne comprend pas l'« Histoire de Melchisedech » qui, ailleurs, termine l'ouvrage. Ainsi le problème se posait de savoir laquelle des deux versions étaient la plus ancienne. Réponse que sembla trouver Matvej Ivanovitj Sokolov, par la découverte d'un représentant de la version « longue » plus ancien que la version « courte ».
1886 : découverte du manuscrit de la Bibliothèque Nationale de Belgrade No 321, rédigé en slavon de Moldavie (slavon méridional ou bulgare-valaque) provenant d'un original en serbe et datant du XVIe siècle, par le professeur Matvej Ivanovitj Sokolov [1854-1906] de l’Université de Moscou. Cette version sera présentée plus tard au public lors d'une première publication du résultat de ses recherches en 1899. On lui attribue plus tard le nom de manuscrit R, une version « longue » du Livre des secrets d'Hénoch.
Dans ces conditions, on s'explique sans peine qu'une priorité ait longtemps été reconnue à la recension « longue ».
Peu après, Sokolov découvre deux nouveaux manuscrits représentants de la version « courte », celui de la collection Barsov du XVIIe siècle (plus tard, manuscrit B) et celui de la collection Uvarov, du XVe siècle (plus tard, manuscrit U), qu'il ne publiera que plus tardivement ; en 1899 pour B et en 1910 pour U.
Cet état de la recherche a engendré des traductions dans d'autres langues.
1896 : le Codex Chludov (P) et le manuscrit de la Bibliothèque nationale de Belgrade No 151 (N) servent à une traduction en anglais par William-Richard Morfill [1834-1909], [The Book of the Secrets of Enoch, en collaboration avec Robert-Henry Charles, Oxford, 1896] et en allemand à la même date par G. Nathanael Bonwetsch [1848-1925], [Das slawische Henochbuch, dans Abhandlungen der Göttinger Gesellschaft des Wissenschaften, Philosophisch-historische Klasse, Neue Folge, I, 3, Berlin, 1896]
1899 : première publication de la recherche d'ensemble effectuée sur l'Hénoch slave par Matvej Ivanovitj Sokolov dans un volume des Ctenija de l'Université de Moscou, année 1899, l. IV, p. 1-112. Le manuscrit de la Bibliothèque Nationale de Belgrade No 321 (R) et celui de la collection Barsov (B) y sont édités. Sokolov y propose une traduction en latin du manuscrit R. Le manuscrit Uvarov (U) y est cité mais non publié.
Le texte court ne fut connu dans son intégralité, c'est-à-dire avec l' « Histoire de Melchisedech », que lors de la publication du manuscrit de la collection Uvarov (U) dans la seconde édition de la recherche d'ensemble de M. Sokolov.
1906 : mort de Matvej Ivanovitj Sokolov
1910 : seconde publication de la recherche d'ensemble effectuée sur l'Hénoch slave par Matvej Ivanovitj Sokolov, à titre posthume par M. Speranskij, dans un volume des Ctenija de l'Université de Moscou, année 1910, l. IV, p. 111-182 avec étude des textes p. 1-167. Le manuscrit Uvarov (U) et un autre manuscrit de la collection Barsov (B2) y sont publiés.
Cette recherche d'ensemble est restée fondamentale dans l'étude de l'Hénoch slave, jusqu'à la découverte en 1947 des manuscrits de la Mer morte (à Qumran, en Israël), présentant des textes encore plus anciens du Livre d'Hénoch, écrits en hébreu et en araméen.